# Oxinasphaera tual
Oxinasphaera tual är en kräftdjursart som beskrevs av Bruce1997. Oxinasphaera tual ingår i släktet Oxinasphaera och familjen klotkräftor. Inga underarter finns listade i Catalogue of Life.